# Amal (Sängersklavin)
Amal (arabisch أمل ‚Hoffnung‘, geb. im 8. oder 9. Jahrhundert; gest. wohl im 9. Jahrhundert) war eine Sängersklavin im Besitz von Salih ibn al-Raschid, einem Sohn des legendären fünften Abbasiden-Kalifen Harun al-Raschid.

## Leben
Amal war eine Sklavin des Sklavenhändlers Qarin al-Naḫḫas (wörtlich: der Viehtreiber). Sie wird als äußert schöne Frau und gute Dichterin beschrieben. Die Quellen berichten, dass Salih ibn al-Raschid, ein Sohn des Abbasiden-Kalifen Harun al-Raschid, seinen Freund Abu Hafs al-Schitrangi entsandte, um bei Qarin al-Naḫḫas die Sklavin Amal zu begutachten. Dieser gab ihm eine positive Antwort, woraufhin Salih ibn al-Raschid Amal kaufte.

## Rezeption
In der klassisch-arabischen Literatur wird Amal unter anderem im Buch der Lieder (Kitab al-Aghani) von Abū l-Faradsch al-Isfahānī (897–967) und in Ibn Fadlallah al-Umaris (1301–1349) Hauptwerk, dem Lexikon Masālik al-abṣār fī mamālik al-amṣār, in seinem Kapitel über Sängersklavinnen erwähnt.

## Wissenswertes
Der Name Amal ist ein typischer Sklavinnenname.

### Arabische Primärquellen
- Ibn Fadlallah al-Umari (1301–1349): Masālik al-abṣār fī mamālik al-amṣār. Ins Deutsche übersetzt von Yasemin Gökpinar: Der ṭarab der Sängersklavinnen: Masālik al-abṣār fī mamālik al-amṣār von Ibn Faḍlallāh al-ʿUmarī (gest. 749/1349): Textkritische Edition des 10. Kapitels Ahl ʿilm al-mūsīqī mit kommentierter Übersetzung, Ergon Verlag, Baden-Baden 2021.

### Sekundärliteratur
- Yasemin Gökpinar: Der ṭarab der Sängersklavinnen: Masālik al-abṣār fī mamālik al-amṣār von Ibn Faḍlallāh al-ʿUmarī (gest. 749/1349): Textkritische Edition des 10. Kapitels Ahl ʿilm al-mūsīqī mit kommentierter Übersetzung, Ergon Verlag, Baden-Baden 2021.